# More (canção de K/DA)
More (estilizado em caixa alta) é uma canção do grupo feminino virtual de K-pop K/DA. Foi lançada como single em 28 de outubro de 2020 como a segunda faixa de trabalho do EP All Out. A canção é interpretada por Soyeon e Miyeon do (G)I-dle, Madison Beer e Jaira Burns, que participaram da canção de estreia do grupo Pop/Stars, e Lexie Liu como a personagem Seraphine. O videoclipe da música alcançou a marca de mais de 8 milhões de visualizações nas primeiras 24 horas desde o lançamento Youtube.

## Créditos
- Madison Beer, Soyeon e Miyeon do (G)I-dle, Lexie Liu, Jaira Burns e Seraphine - vocais;
- Riot Music Team - produção, composição, letra, produção vocal, mix e masterização;
- Sebastien Najand - composição;[4]
- Rebecca Johnson - composição, vocais adicionais;
- Lexie Liu - tradução chinesa;
- Lydia Paek e Minji Kim - tradução coreana.